# 中橋インターチェンジ
中橋インターチェンジ（なかばしインターチェンジ）は、石川県河北郡津幡町にある国道8号（国道159号と重複）津幡バイパスのインターチェンジ。

## 概要
- フルインターチェンジである。富山・七尾方面の流出入ランプは隣の庄ICの金沢方面の流出入ランプと兼ねている。

## 道路
- 国道8号（国道159号） 津幡バイパス

## 接続する道路
- 石川県道217号川尻津幡線

## 周辺
- 津幡町役場
- 津幡郵便局
- 津幡消防署
- 津幡町立井上小学校
- 井上の庄ニュータウン
- 津幡町文化会館シグナス

## 隣
国道8号（国道159号）津幡バイパス
庄IC - 中橋IC - 中須加IC